# Емельянов, Михаил Германович
Михаил Германович Емельянов (род. 6 октября 1972, Челябинск) — советский и российский хоккеист, вратарь. Мастер спорта России. Тренер.

## Биография
Воспитанник «Металлурга» Челябинск, тренер Григорий Котов. Дебютировал за команду в первенстве первой лиги сезона 1989/90. В сезоне 1991/92 сыграл два матча в плей-офф за «Трактор», заменяя в них Андрея Зуева. В следующих двух сезонах продолжал играть за «Мечел», деля место в воротах с Эдуардом Сидоровым; сыграл шесть матчей за «Трактор». Играл за «УралАЗ» Миасс (1994/95) и «Надежду» Челябинск (1995/96), периодически выступая за «Трактор». В сезонах 1996/97 — 1998/99 был в «Тракторе» вторым вратарём после Зуева. После начала сезона 1999/2000 уехал в США, где провёл 16 матчей за клуб WCHL «Айдахо Стилхэдз». Вернувшись, играл за «Авангард» Омск (2000/01 — дублёр Александра Вьюхина, провёл 7 матчей, обладатель серебряной медали чемпионата России), «Металлург» Новокузнецк (2001/02), «Мечел» (2002/03 — 2003/04), «Трактор» (2004/05 — 2006/07), «Газовик» Тюмень (2006/07).
Серебряный призёр юниорского чемпионата Европы 1990 года.
Работал в «Мечеле» тренером вратарей (2007—2011), генеральным менеджером (2011—2012), директором клуба (2012—2013), заместителем директора (2014—2015).